# Athiasella dentata
Athiasella dentata är en spindeldjursart som först beskrevs av Womersley 1942.  Athiasella dentata ingår i släktet Athiasella och familjen Ologamasidae. Inga underarter finns listade.